# 월길
월길(越吉, ? ~ 227년)은 중국의 소설, 겨주기 삼국지연의에 등장하는 무장이다.
중국의 변방에 위치한 서강(西姜)의 장군으로, 쇠망치를 주로 사용하였다고 알려져있다.
연의에서는 제갈량의 북벌 당시 서강의 국왕이었던 철리길의 명으로, 아단 등과 함께 25만명의 군사를 이끌고 조진 군단의 원군으로 촉 정벌에 참가하였다고 전해진다.
철마차라고 불리는 당시 특이한 병기로 촉군을 공격하고, 촉군의 장수 관흥을 전멸직전까지 추격하는 활약을 하지만, 관흥의 아버지인 관우의 망령에 의해 방해를 받고 토벌당해 물러나게 된다.
이후 제갈량의 계략에 의해 철마차 군단이 괴멸하여, 도주 중 관흥에 의해 죽임을 당한다.